# Пензятське сільське поселення
Пензя́тське сільське поселення (рос. Пензятское сельское поселение) — муніципальне утворення у складі Лямбірського району Мордовії, Росія. Адміністративний центр — село Пензятка.

## Населення
Населення — 1326 осіб (2019, 1340 у 2010, 1214 у 2002).

## Склад
До складу поселення входять такі населені пункти:
| Населений пункт     | Населення, осіб (2002) | Населення, осіб (2010) |
| ------------------- | ---------------------- | ---------------------- |
| Пензятка, село      | 1124                   | 1257                   |
| Тарасполь, село     | 4                      | 5                      |
| Щербаково, присілок | 86                     | 78                     |